# Date (Klan)

Familienwappen (Mon) der Date: Take-ni-suzume (Sperlinge im Bambus)

Der Date-Klan (japanisch 伊達氏, Date-shi) war eine Familie oder Fürstengeschlecht, das den Norden Japans (die Tōhoku-Region) vom späten 16. Jahrhundert bis zur Edo-Zeit beherrschten. Der bekannteste Vertreter des Date-Adelsgeschlechts war Date Masamune, der die Macht der Familie durch die Rache seines Vaters und durch die Unterstützung von Tokugawa Ieyasu begründete. In der Edo-Zeit gehörten die Date zu den großen Tozama-Daimyō.
Das Familienwappen (Mon) der Date Take-ni-suzume (竹に雀) stellt zwei Sperlinge in einem Bambusstrauch dar.

## Geschichte
Der Date-Klan wurde in der frühen Kamakura-Zeit (1185–1333) von Isa Tomomune gegründet, der ursprünglich aus dem Kreis Isa der Provinz Hitachi kam (heute: Präfektur Ibaraki) und der in der 16. Generation ein Nachfahre von Fujiwara no Uona (721–783) war. Die Familie erhielt ihren Namen nach dem Kreis Date (heute: Präfektur Fukushima) der Provinz Mutsu, die 1189 von Minamoto no Yoritomo, dem ersten Kamakura-Shōgun, an Isa Tomomune verliehen wurde, zum Dank für seinen Beistand während des Gempei-Krieges (1180–1185) und während Minamoto no Yoritomos Machtkampf gegen seinen Bruder, Minamoto no Yoshitsune.
Während der Namboku-chō-Kriege um 1330, unterstützten die Date den Südlichen Hof des Kaisers Go-Daigo durch Kitabatake Akiie, der vom Kaiser zum Chinjufu Shōgun, dem Befehlshaber der Verteidigung des Nordens ernannt wurde.
Während der Sengoku-Zeit, in der viele Kriegsherren versuchten das Land zu einen und dabei Macht gewannen und verloren, war der Date-Klan, zusammen mit einigen anderen Klan-Familien bemüht, ihre Unabhängigkeit und die Vorherrschaft über ihr Lehen (in dem Fall der Date, der hohe Norden Honshus) zu erhalten. Obwohl die Date nicht die Berühmtheit und Macht eines Oda Nobunaga, Uesugi Kenshin oder Toyotomi Hideyoshi erlangten, konnten sie sich des Einfalls jener Kriegsherren in den Norden erwehren. Date Masamune (1566–1636) trug zu diesen Bemühungen erheblich bei, indem er die Klan-Familien des Nordens zu einem Bündnis gegen die bedeutendsten und für den Norden gefährlichsten Kriegsherren bewegte.
Im Jahre 1589 übernahm Masamune die Region Aizu (das spätere Lehen Aizu) des Ashina-Klans und richtete sich in der Burg Kurokawa in Wakamatsu (heute: Aizu-Wakamatsu) ein. Doch im folgenden Jahr siegte Toyotomi Hideyoshi über die Hojo von Odawara und er verpflichtete Masamune, sich mit dem Lehen von Yonezawa (300.000 Koku) zufriedenzugeben. Masamune gewann letztendlich einen gewissen Grad an Unabhängigkeit durch die Unterstützung Tokugawa Ieyasus.
Ieyasu gewährte den Date einen Großteil des Nordens und doch traute er dem Date-Klan nicht vollends. Obgleich die Date Verstärkungen für die Tokugawa zur Schlacht von Sekigahara schickten, wurden die Date als Bedrohung betrachtet. In der Edo-Zeit wurden die Date zu den Tozama-Klans oder Außenseiter-Klans gerechnet, im Gegensatz zu den Fudai- oder Shimpan-Klans und im Gegensatz zu Daimyōs, die entweder erbliche Vasallen oder Verbündete des Tokugawa-Klans waren.
Im Jahr 1600 befahl Ieyasu den Date gegen Uesugi Kagekatsu zu kämpfen und mit der Hilfe von Mogami Yoshiteru besiegten Masamunes Streitkräfte Naoe Kanetsugu. Um den Erfolg in der Schlacht anzuerkennen, wurden Masamune Lehen in zwölf Kreisen, die bis dahin dem Uesugi-Klan gehört hatten, übergeben. Date Masamune ließ sich in Sendai (620.000 Koku) nieder. Um 1658 änderte Masamune den Namen von Uesugis Burg bei Iwatezawa in Burg Sendai. Feudalherrscher wurden manchmal mit dem Namen ihrer Burg sowie dem Suffix -kō bezeichnet. Sendai-kō war einer der Namen, unter denen Date Masamune bekannt war.

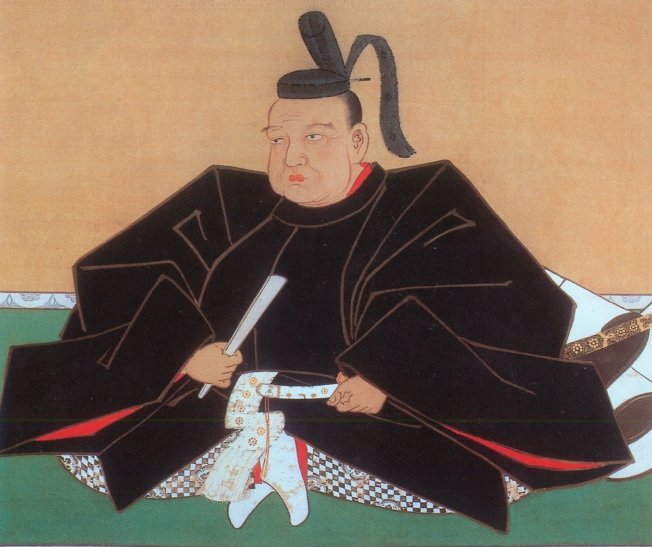
Date Masamune

Später brach ein Streit um die Erbfolge aus, denn es gab eine Reihe direkter Nachkommen Date Masamunes und viele Verwandte und erbliche Vasallen der Dates, die auf Gütern in der Umgebung wohnten und die mindestens 10.000 Koku erhielten, wodurch sie einen gewissen Einfluss hatten.
Im Jahr 1660 wurde Date Tsunamune in Edo wegen Trunkenheit und unziemlicher Ausschweifungen verhaftet. Tsunamune wurde dazu verurteilt, die Burggräben, die das Schloss des Shōguns in Edo umgaben, auszuheben. Im selben Jahr wurde ihm zudem befohlen, die Erweiterung der nordöstlichen Burggräben, die von der Doppelbogenbrücke (Megane-Baschi) bis zum Ushigome Tor liefen, zu bezahlen und die Arbeiten zu überwachen.
Es wird angenommen, dass Vasallen und Verwandte im Norden Dates zu diesen anfänglichen Ausgaben für einen liederlichen Lebenswandel ermunterten. Diese Vasallen und Verwandten riefen den Rat der Ältesten in Edo an, dass Tsunamune nicht befähigt zu herrschen betrachtet werden müsse und dass stattdessen sein Sohn Date Tsunamura, Urenkel von Date Masamune, Daimyō des Date-Lehens werden solle. So wurde Tsunamura unter der Vormundschaft seiner Onkel, Date Munekatsu und Date Muneyoshi, Daimyō.
Zehn Jahre der Gewalt und des Konflikts folgten und erreichten ihren Höhepunkt im Jahre 1671, als Aki Muneshige, ein mächtiger Verwandter der Date, sich beim Shōgunat über die Misswirtschaft der Lehen unter Tsunamura und dessen Onkeln beschwerte. Die Verwicklungen, die folgten, waren komplex und dramatisch und wurden unter dem Namen „Date Sōdō“ (Date-Aufruhr oder -Unruhe) bekannt.
Aki wurde nach Edo vorgeladen, um seine Beschwerde darzulegen vor verschiedenen Räten und Beamten und nahm, wie auch andere Gefolgsleute der Date, an einer Reihe von Verhören, Untersuchungen und Besprechungen teil. Ein Gefolgsmann, Harada Kai Munesuke, war ein Unterstützer Tsunamuras und seiner Onkel, aber, es scheint, dass er in Edo einen schlechten Eindruck machte. Zu einem Zeitpunkt traf Aki auf Harada, während dieser darauf wartete, einige der Beamten zu treffen. Aki begann darauf Beleidigungen zu schreien. Schwerter wurden gezogen, und Aki wurde von Harada erschlagen. Harada selbst wurde Augenblicke später getötet, ob von den Beamten oder der Wache ist ungewiss. Im offiziellen Urteil wurde bestätigt, dass Harada zuerst das Schwert zog und somit zu Recht getötet wurde. Die Harada-Familie wurde aufgelöst, und obwohl Tsunamura als Daimyō bestätigt wurde, wurden seine beiden Onkel Date Munekatsu und Date Muneyoshi bestraft.
Obwohl der Date-Klan für seine Machtposition im Norden Japans, d. h. in der Region Tōhoku, am bekanntesten ist, besaß Date Hidemune, der zweite Sohn von Date Masamune, auch ein Lehen von über 100.000 Koku auf Shikoku, nämlich das von Uwajima.

## Klan Genealogie
Der tozama Date-Klan entstand in der Provinz Shimousa im 12. Jahrhundert. Die Date beanspruchen von den Fujiwara abzustammen.
Zu den Zweigen des tozama Date-Klans gehören die Folgenden:
- Zum führenden Zweig der Date, dem Gründungszweig, gehörten die Daimyōs der Provinz Mutsu aus dem 12. Jahrhundert. Im Jahre 1601 wechselten sie den Hauptsitz ihres Klans nach Sendai. Vom frühen 17. Jahrhundert bis 1868 hielten die Date ununterbrochen die Region um Sendai (620.000 Koku) in der Provinz Mutsu. Der Anführer dieser vorrangigen Klans-Linie wurde als „Graf“ mit vererbbarem Titel in der Meiji-Zeit geadelt.
- Dieser führende Zweig der Date produzierte einen nominalen „Abzweig“ oder Seitenzweig. Date Tadamune (1599–1658), ein Sohn von Date Masamune, zeugte mehrere Söhne. Tadamunes zweiter Sohn, Date Muneyoshi (1637–1678), ließ wieder den Namen der Tamura, eines alten Mutsu Adelsgeschlechts, das von Masamune aufgegeben worden war, aufleben. Date Muneyoshi oder Tamura Muneyoshi, wie er sich jetzt nannte, ließ sich in der Region Ichinoseki (30.000 Koku) in Provinz Mutsu (heute: Präfektur Iwate), wo seine Nachkommen bis 1868 residierten, nieder. Der Anführer dieser Klans-Linie wurde während der Meiji-Zeit wiederum zum „Graf“ mit vererbbarem Titel erhoben.

- Ein jüngerer Zweig der Date wurde 1614 geschaffen. Diese Klanslinie wurde in der Domäne Uwajima (100.000 Koku) in der Provinz Iyo gegründet. Date Munenari (1818–1892) war ein prominentes Mitglied dieses Date-Zweiges. Er spielte eine wichtige Rolle in den frühen Tagen der Meiji-Restauration und er war unter den Ersten, die sich beharrlich für die Verdrängung der Shogunatskräfte einsetzten. Als Anführer dieser Klanslinie wurden Munenari und seine Erben als eine Art „Marquis“ in der Meiji-Zeit geadelt.
- Ein weiterer jüngerer Zweig der Date wurde im Jahr 1657 geschaffen. In diesem Jahr wurde eine separate Klanslinie bei Schloss Yoshida (30.000 Koku) in der Provinz Iyo gegründet. Der Anführer dieser Klanslinie wurde während der Meiji-Zeit als eine Art „Baron“ geadelt.

### Klan Tempel in Edo (Tōzen-ji)
In der Edo-Zeit wurde Tōzen-ji als Familientempel vieler verschiedener Klans, darunter dem Date-Klan von Sendai, angesehen. Andere Klans, die den Tempel Tōzen-ji zu ihrem Klantempel zählten, waren der Ikeda-Klan aus der Provinz Ōmi, der Inaba-Klan aus der Region Usuki in der Provinz Bungo, der Suwa-Klan von Shinshu, die Tamura aus Ichinoseki und der Mōri-Klan aus der Provinz Bungo.